# John Cotton
El reverend John Cotton (4 de desembre de 1585 - 23 de desembre de 1652) va ser un dels principals ministres de la puritana Nova Anglaterra, entre els quals hi havia John Winthrop, Thomas Hooker, Increase Mather (que es convertiria en el seu gendre), John Davenport i Thomas Shepard. Va ser també l'avi de Cotton Mather.
Nascut a Anglaterra, va ser educat en la Derby Grammar School, que en l'actualitat és el Derby Heritage Centre i va estudiar a la Universitat de Cambridge, on també va treballar com a conferenciant principal, més endavant es va fer ministre a la ciutat anglesa de Boston, abans que el seu puritanisme i les seves crítiques a la jerarquia adrecessin contra ell l'atenció hostil de les autoritats de l'Església d'Anglaterra. En 1633, William Laud va ser nomenat arquebisbe de Canterbury, i com altres nombroses figures puritanes no conformistes, Cotton va passar a ser escrutat amb severitat. El mateix any, Cotton, la seva família i uns quants seguidors locals es van embarcar cap a la Colònia de la Badia de Massachusetts.
El moviment congregacional Brownist que dins de l'Església d'Anglaterra tenia certa autonomia, va esdevenir una església separada. Causa de les seves inicials perspectives sobre la primacia del govern congregacional, va tenir un paper de gran importància en les aspiracions puritanes de fer de Boston un punt important per ajudar en la reforma de l'església d'Anglaterra.
Cotton és molt conegut entre altres coses per la seva inicial defensa d'Anne Hutchinson ja des dels seus primers viatges durant la crisi antinòmia, durant la qual ella li va esmentar amb respecte, encara que amb el pas del temps ell es va oposar a ella. També és recordat pel seu paper en l'exili del teòleg Roger Williams reclamant el paper de la democràcia i de la separació de l'església i l'estat en la societat teonòmica puritana. Cotton es va anar fent cada vegada més conservador en les seves visions al llarg dels anys però sempre va retenir l'estimació de la seva comunitat.
El llegat literari de Cotton inclou la seva correspondència, un catecisme, nombrosos sermons i el codi legal teològic titulat An Abstract of the laws of New England as they are now established. Aquest codi legal ofereix les bases per al sistema legal del clergue John Davenport per la colònia de New Haven, i va ser un dels textos utilitzats per redactar The Body of Liberties de Massachusetts.